# Bồn Man
Muang Phuan (Lao: ເມືອງພວນ, phát âm [mɯ́aŋ pʰúan]; Country of Phuan) hay Xieng Khouang (tiếng Lào: ຊຽງຂວາງ, phát âm [síaŋ kʰwǎːŋ]), người Việt gọi là Bồn Man (盆蠻), Mường Bồn, Mường Phăng hay Trấn Ninh (鎮寧), là một quốc gia cổ từng tồn tại ở khu vực cao nguyên tỉnh Xiêng Khoảng, một phần các tỉnh Hủa Phăn đến Khăm Muộn, ở phía Đông nước Lào, và một phần phía tây các tỉnh miền Bắc Trung bộ Việt Nam (khoảng Nghệ An đến Quảng Bình) nước Việt Nam hiện nay. Vùng đất này từng bị chi phối, tranh giành bởi nhiều quốc gia lân cận như Đại Việt, Lan Xang, Xiêm La và sau cùng là Pháp, và ngày nay thuộc lãnh thổ nước Lào. Đại Việt chiếm vùng này vào thời Lê Thánh Tông, sử sách Việt Nam gọi nơi này là Trấn Ninh (鎮寧). Đến thời vua Gia Long (1802), triều đình Việt Nam cắt vùng này cho nước Vientiane (Vạn Tượng, nay là nước Lào).
Đến thời Minh Mạng thì Việt Nam tái chiếm và đặt quyền cai trị lên xứ này, nhưng sau năm 1841, khi nhà Nguyễn suy yếu thì nhà Rattanakosin nước Xiêm La lại chiếm được Bồn Man. Nhưng đến thời Pháp thuộc, năm 1893, Pháp đã ép Xiêm phải cắt lãnh thổ này sang cho nước Lào thuộc Liên bang Đông Dương, sau này trở thành tỉnh Xiengkhuang của nước Cộng hòa Dân chủ Nhân dân Lào.

## Lịch sử

### Thành lập
Vương quốc Bồn Man do Dân tộc Tai Phuan hoặc người Phuan thành lập. Họ là một nhánh của sắc dân Tai-Lao di cư từ một nơi nào đó chưa rõ đến vùng đất thuộc Lào hiện nay
Những ghi chép trong sử sách về lịch sử Muang Phuan trước thế kỷ 15 rất mơ hồ. Theo truyền thuyết, vua khai quốc của người Bồn là Khoun Chuang, con trai thứ 7 của Khun Borom vị tổ tiên trong Huyền sử của dân tộc Thái-Lào. Ông ta có 9 người con trai và đã phân chia vương quốc của mình cho 9 đứa con này. Hậu duệ của Khun Borom rải rác ở khắp xứ Đông Nam Á lục địa, bao gồm các dòng vua của Sri Ayutthaya, Lanxang, Chiang Mai, Muang Sua (Luang Phrabang), Muang Hôngsavadi (Miến Điện), vâng vâng và mây mây. Khoun Chuang (con trai thứ 7) được phong cho đất Muang Phan vào khoảng năm 699 Công nguyên.
Tuy nhiên trái với truyền thuyết ấy, các nhà sử học hiện đại đưa ra một giả thuyết là vương quốc được thành lập vào khoảng thế kỷ XI cùng với sự suy tàn của đế chế Khmer. Trong hoàn cảnh bất ổn đó, một lớn người Lào đã đi cư đến lưu vực sông Mê Kông từng do Đế quốc Khmer kiểm soát. Người Bồn là nhận di cư đến Xieng Khouang Hua Phan và thành lập vương quốc cho riêng mình ở đây.
Ranh giới Bồn Man với phía Bắc, phía Tây và phía Nam là vương quốc Lan Xang, phía Đông là Đại Việt. Ban đầu, khoảng nửa cuối thế kỷ 14, Bồn Man được hợp nhất vào Lan Xang dưới thời vua Fa Ngum.
Vương quốc Bồn Man được các tù trưởng thuộc dòng họ Cầm cai trị, với thủ đô là Xieng Khouang, dân số vào những năm 1470 ước chừng 9 vạn hộ. Tuy nhiên, tiểu quốc Bồn Man đã có một quyền tự chủ cao trước Lan Xang, mặc dù họ đã phải cống nạp thuế cho Lan Xang.
Theo ghi chép của Biên niên sử, thời sơ kỳ vương triều có tổng cộng 14 ông vua nối nhau trị vì từ Khoun Chuang đến Tao Kap. Theo ghi chép của sử Trung Hoa, trừ 3 vị vua đầu tiên ra thì 11 vị còn lại đều lấy họ Đào (陶). Sau khi Đào Giáp (Tao Kap) qua đời, con trai ông là Panihin (Phách Ni Tân) kế vị ngai vàng. Thời Panihin  được xác định là đầu thế kỷ 14 tương ứng với sự kiện thành lập Vương quốc Lan Xang Vạn Voi. Cũng từ đây, niên đại của vương quốc mới được ghi chép rõ ràng hơn.
Có lẽ dưới thời Panihin , vương quốc này đã bị Lan Xang của vua Phà Ngừm chinh phục. Vương quốc bị hạ xuống làm chư hầu và phải cống cây vàng bạc 3 năm 1 lần cho triều đình Lan Xang. Theo mô hình Mandala, các vùng lãnh thổ hoặc các vương quốc nhỏ sẽ bị cưỡng chế hoặc tình nguyện tham gia vào các mối quan hệ triều cống với các nước láng giềng rộng lớn đông dân hơn; đổi lại, họ sẽ được duy trì quyền tự chủ tại lãnh thổ của mình khá giống với chế độ phong kiến thời nhà Chu. Vì thế khoảng năm 1434, cùng với sự lớn mạnh của Đại Việt ở phía đông thì Muang Phuan đã liên lạc để xin được triều cống xưng thần. Đó đã là thời của vua Chao Kam Pong (Chiêu Cầm Bồng), cháu đời thứ 5 của Panihin .
Theo sử sách Việt Nam là Khâm định Việt sử Thông giám cương mụcː
| “ | Tháng 7, mùa thu. 1448. Tồn Bồn Man cầu xin phụ thuộc về ta. Triều đình đem đất của Tồn Bồn Man đặt làm châu Quy Hợp. Lời chua - Tồn Bồn Man: Đất này ở về phía tây tỉnh Nghệ An, đông nam giáp miền thượng du Nghệ An và phần rừng rú thuộc Quảng Bình, tây bắc giáp châu Ninh Biên thuộc Hưng Hóa và miền thượng du thuộc Thanh Hóa, phía dưới tiếp giáp với Quỳ Châu và Tương Dương thuộc Nghệ An. Tồn Bồn Man còn tên nữa là Bồn Man, Cầm Lư thị nối đới làm thổ tù. Khi Lê Thái Tổ đã khai quốc, Bồn Man mới bắt đầu đến triều cống. Dưới triều Lê Nhân Tông, năm Thái Hòa thứ 5 (1447), Bồn Man đến tiến cống voi và xin phụ thuộc về ta. Nhà vua xuống chiếu cho đổi Bồn Man làm châu Quy Hợp lệ thuộc vào phủ Lâm An. Theo Nhất thống chí của Lê Định thì châu Quy Hợp có 12 sách và động, đều là dân người Mán cả. Có quan quân đóng ở đó để phòng thủ. Từ đồn Quy Hợp này đi lên phía tây thì đến phủ Trấn Ninh, đường dài 1.929 tầm. Đó là con đường mà nước Vạn Tượng sang ta triều cống tất phải đi qua. | ” |

Theo cuốn Lịch sử Lào của M.L. Manich: 
| “ | Từ thế kỷ thứ 7 thời vua Piloko, hoàng tử Chet Chuang con trai Piloko đã được gửi đến cai trị Xiêng Khoảng. Sau đó khoảng năm 698, Muang Phuan hoặc Xiengkhuang được thành lập bởi hoàng tử Chet Chuang. Từ đó Chieng Khouang Muang Phuan trở thành một quốc gia bộ lạc tồn tại độc lập bên cạnh các quốc gia Chiang Saen, Sukhothai nối tiếp nhau của người Thái-Lào và sau đó là Lan Xang của Phà Ngừm. Đến thời Phà Ngừm, ông chinh phục được các vương quốc Lào cổ trong đó có cả Chieng Khouang, nhập vào Lan Xang. Riêng Bồn Man vào năm 1349, Phà Ngừm thu nạp được là nhờ sự liên kết với hoàng tử Khio Kamyor, con của tù trưởng Xieng Khouang lúc đó là Chao Kamphong, chống lại cha mình. | ” |

Tên của các vị tù trưởng (vua) của Bồn Man, cai trị Chieng Khuoang sau Chet Chuang, cho đến trước thời nước Lan Xang ra đời bên cạnh Bồn Man, là: 
Chetchuan, Chetchod, Chetchue, Chetchan, Chetyod Yohkam, Chao Pra Yeehin, Chao Pra Kue, Chao Kamlun, Chao Kampeng, Chao Kamkhod, Chao Kamrong, Chao Kamchaek, Chao Kamphan, Chao Ruea, Chao Rueang (chỉ như là nhiếp chính), Chao Kampin (con trai của Kamphan), Chao Kamton, Chao Kamtodsak, Chao Kamkuon, Chao Kamluon, Chao Kamnah, Chao Kamtao, Chao Kamkao, Chao Kamphong.

### Bị Đại Việt chinh phạt
Sau khi Chao Kamphong qua đời, con trai ông là Chao Kam Kong (tức Chiêu Cầm Không hay Cầm Công) lên kế vị. Thời Chao Kam Kong, nước Đại Việt ở phía đông đang hồi lớn mạnh dưới sự thống trị của Lê Thánh Tông đại đế. Năm 1469, Chao Kam Kong dâng sản vật xin "nội phụ", triều đình Hậu Lê đem đổi gọi đất ấy là Trấn Ninh và đưa quan đến bảo hộ, song các tù trưởng vẫn giữ được quyền lực tại địa phương. Năm 1478, căm giận vì chèn ép của triều đình Hậu Lê, Chao Kam Kong đã nổi dậy đuổi hết các quan viên người Việt. Năm sau, ông ta liên kết với vương quốc Lan Na tiến hành xâm lược vùng châu Quy Hợp thuộc biên giới phía tây nước Việt. Điều này khiến vua Lê Thánh Tông tức giận và gửi các tướng Lê Thọ Vực, Trịnh Công Lệ đem 10 vạn quân đi chinh phạt Bồn Man. Cuộc chiến này đã làm cạn kiệt quốc lực của Bồn Man, dân số giảm mạnh từ 9 vạn hộ xuống chỉ còn 2000. Bản thân chúa Chiêu Cầm Không cũng dính tên tử trận. Quân Việt thừa thắng tiến sang đánh cả Lan Xang, Lan Na buộc hai nước này phải hợp binh chống đỡ. Đó là cuộc chiến tranh Voi Trắng nổi tiếng trong lịch sử Đông Nam Á.
Theo Việt Nam sử lược thì:
| “ | Sau khi Cầm Công bị giết, vua Lê Thánh Tông đã sáp nhập lãnh thổ Bồn Man vào Đại Việt, đặt tên là Phủ Trấn Ninh và giao cho một người họ hàng của Cầm Công là (Lư) Cầm Đông làm Tuyên úy Đại sứ và đặt các quan cai trị (Quy Hợp) như trước. | ” |

.
Nhà Hậu Lê đặt vùng đất này đặt thành phủ Trấn Ninh, gồm 7 huyện là:
1. Cảnh Thuần (景淳)
2. Châu Lang (珠琅),
3. Kim Sơn (金山),
4. Minh Quảng (明廣),
5. Quang Vinh (光荣),
6. Thanh Vị (清渭),
7. Trung Thuận (忠顺).

Toàn thư ghi về sau họ Cầm lại nổi dậy làm phản, không ghi chép về việc đánh dẹp. Những thế kỷ sau đó Bồn Man lại tiếp tục triều cống cho Lan Xang. Trong khi đó, các bản đồ cuơng thổ thời Hậu Lê tiếp tục thể hiện Trấn Ninh là một phần lãnh thổ của Đại Việt.

### Phụ thuộc Lan Xang

Huyện Cảnh Thuần (景淳) của phủ Trấn Ninh trong bản đồ Đại Việt quốc tổng lãm đồ (大越國總覽圖) thời nhà Lê-Trịnh (Cảnh Thuần được vẽ cạnh Hưng Hóa (興化) và Thanh Đô (青都), ở góc tây nam bản đồ).

Sau cuộc chiến Voi Trắng, Bồn Man được cai trị bởi hai thủ lĩnh không thuộc hoàng tộc là Pana Sen và Pana Si. Chỉ biết rằng sau nhiều năm lưu lạc, một vị hoàng tử tên là Chao Kam Satta (Chiêu Cầm Tắc Tháp, con của Chao Kam Kong) đã dựa vào quân Lan Xang để giành lại ngôi chúa. Từ đây Bồn Man lại phụ thuộc vào Lan Xang như trước. Sự kiện này tương ứng với thông tin "sau Cầm Đông lại tiếp tục làm phản trong Đại Việt sử ký toàn thư.
Sau khi Chao Kam Satta mất, con trai ông là Chao Kam Kau (Chiêu Cầm Cao) lên kế vị. Năm 1532, Chao Kam Kau vì một mâu thuẫn mà giết chết sứ giả của Lan Xang. Vua Lan Xang Potisalala dùng cớ đó đem quân thảo phạt và bắt đi 500 hộ dân của Bồn Man giải về quốc đô Lan Xang. Năm 1551, Chao Kam Kau mất, con của ông là Chao Kam Don (Cầm Đông đệ nhị) lên ngôi xưng là Pha Khau. Tiếp sau đó là Chao Kam Lun (Chiêu Cầm Lan) lên ngôi năm 1568. Dưới thời Chao Kam Don và Chao Kam Lun, Bồn Man theo giúp vua xứ Lan Xang chống lại sự xâm lược của Miến Điện. Năm 1605, Chao Kam Lun mất. Đất nước trải qua một cuộc tranh đoạt trữ vị giữa hai anh em Chao Song Keu (Chiêu Tụng Kiều) và Chao Tani (Chiêu Tháp Ni). Chao Tani có hậu thuẫn của Lan Xang đã lật đổ được anh trai của mình. Năm 1621, Chao Tani chết ở tuổi 56, em là Chao Multi (Chiêu Mông Đề) kế vị.

### Lan Xang suy yếu và sự trở lại của người Việt
Những năm thế kỷ 16 có thể coi là giai đoạn thịnh vượng cuối cùng trong lịch sử Bồn Man với nhiều công trình nghệ thuật và kiến trúc được ra đời trong thời kỳ này. Tại kinh đô Xieng Khouang có nhiều đền tháp đã được xây dựng theo phong cách bản địa đặc trưng tức là những mái nhà thấp đơn giản với 'eo' ở phần móng. Le Boulanger mô tả đây là "một thành phố lớn và đẹp đẽ được bảo bọc bởi các hào nước và pháo đài rộng lớn và bao quanh đấy là những ngọn đồi. Sự xa hoa của 62 ngôi chùa và bảo tháp, trong đó hai bên hông cất giấu những hòm kho báu, đã mang lại cho thủ đô danh tiếng lan truyền nỗi sợ hãi đến khắp vùng".
Bình Ninh thực lục mô tả:
| “ | Thổ tù là họ Lư Cầm nối đời làm Xà (tù trưởng) trải đến Quận trấn. Phía Bắc lấy được nước Hồ Mường, phía Tây thông với Ai Lao đất rộng người nhiều, làm chủ các man. Bèn lập cung thất, đóng ở Trình Quang. Chỗ ấy khe suối ở hai bên (1 là Nậm Tem, 1 là Nậm Nhiêu) 4 mặt đều là núi, bên Nam trong sang núi Hồng Mang, bên Bắc dựa Khánh Đát, bên đông giáp Bồ Chôn, bên Tây liền núi Chông Vong. Bốn thế cao ngất. Dưới đền đất thấp chân núi Chiêm Chuốt đóng quân ở đấy". | ” |

Suối hai thế kỷ XVI - XVII; Bồn Man vẫn phụ thuộc mạnh mẽ vào Lan Xang cho đến khi Lan Xang bước vào thời kỳ suy sụp. Năm 1707, Lan Xang bị phân liệt và bước vào thời kỳ Tam quốc với Luang Prabang - Nam Chưởng ở phía bắc, Vientiane - Vạn Tượng ở trung tâm và Champasak ở phía nam. Bồn Man lúc này thiết lập quan hệ triều cống cho Luang Prabang và hỗ trợ cho vương quốc này chống lại sự xâm lấn của Taungoo Miến Điện và Ayutthaya Xiêm La những thập kỷ sau đó.
Sự suy yếu của Lan Xang cũng đã tạo cơ hội cho Đàng Ngoài của các chúa Trịnh đang đà cường thịnh. Sau cái chết của vua Shouligna Vongsa năm 1694, chính quyền chúa Trịnh đã nhân cơ hội can thiệp vào Lan Xang bằng cách đón về một ông hoàng thân Việt là Sai Ong Hue (sử Việt gọi là Triều Phúc). Năm 1696, chúa Trịnh Căn lệnh cho Trấn thủ Nghệ An Đặng Tiến Thự hộ tống Sai Ong Hue về làm vua xứ Voi. Đây chính là vua Setthathirath II mạt chủ của Lan Xang đồng thời là vua đầu tiên của Vientiane một trong Tam quốc Lào. Cũng vì vậy, Vạn Tượng từ thế ngang hàng nay phải xưng thần và cống nạp cho chính quyền chúa Trịnh ở Đàng Ngoài.
Năm 1720, Muang Phuan phụ giúp vương quốc Luang Prabang trong cuộc chiến chống lại vương quốc của người Miến và người Xiêm. Dưới sự lãnh đạo của Chao Kham Sattha, Muang Phuan một lần nữa tham gia cuộc chiến với vùng Thakhek, 1 chư hầu của Vương quốc Vientiane.
Giai đoạn này biên niên Bồn Man sử chép rất sơ sài và ta không có thêm thông tin gì ngoại trừ danh sách các vị vua. Đến thời vua Chao Kham Sattha (1723 - 1751), Bồn Man là xứ cống nộp cho cả Luang Prabang, Vạn Tượng và Đàng Ngoài của chúa Trịnh. Năm 1751, Chao Ong Lo (Chiêu Ông Lạc theo sử Trung Quốc, Trấn quận theo sử Việt) lên ngôi quốc chủ và lãnh thổ Bồn Man lúc này bao gồm tỉnh Xieng Khouang và một phần tỉnh Hua Phan hiện nay. Chao Ong Lo có ý định nổi dậy thoát khỏi sự áp chế của Vạn Tượng, và điều này khiến cho Vạn Tượng quyết định áp dụng các biện pháp trừng phạt lên Bồn Man. Họ ủng hộ một hoàng đệ là Chao Ong Bun (Chiêu Ông Bồn hay Lư Cầm Hương) lên làm vua thay thế Trấn quận. Cuộc tranh chấp này đã khiến đất nước lâm vào cảnh loạn li. Cuối cùng Chao Ong Lo đã thắng thế so người em trai và giữ vững được ngai vàng của mình nhưng Chao Ong Bun không bị tiêu diệt hoàn toàn mà vẫn giữ được vị thế Phó vương. Năm 1759, Trấn quận qua đời, Phó vương Lư Cầm Hương lên kế thừa ngôi chúa.
Thông tin về tranh chấp giữa Bồn Man và Vạn Tượng thời kỳ này cũng được chính quyền chúa Trịnh nắm được. Tuy nhiên do chính Đàng Ngoài cũng đang gặp khó khăn bởi phong trào nông dân khởi nghĩa lan rộng nên họ chưa rảnh tay lo đến phía Tây. Sử ký tục biên ghi nhận vào năm 1755 đời chúa Trịnh Doanh, thủ lĩnh Trấn Ninh là Bồn Xà sai sứ đến cống nộp cho triều đình Lê Trịnh, mà bức thư dâng lễ cống của không xưng họ tên gì cả. Trong thư xin cho 6 năm một lần dâng lễ cống, và xin cấm chỉ sứ thần Ai Lao không được đi qua lãnh thổ của Trấn Ninh. Các quan trong phủ Chúa không chấp nhận; đòi họ lễ cống mỗi 3 năm, và trong thư dâng lễ cống phải viết đủ họ tên người tù trưởng. Năm sau 1756, Trấn Ninh Bồn Man và Ai Lao Vạn Tượng đều dâng thư kể tội lẫn nhau lên chúa Trịnh và xin nhà chúa trợ giúp binh đánh nước còn lại. Triều đình Lê Trịnh có lẽ không quan tâm đến vấn đề phía Tây nên không giúp sức cho bên nào cả...
Khoảng năm 1763, Bồn Man bị một hoàng thân nhà Lê là Lê Duy Mật chiếm cứ (bắt giam tù trưởng Trấn Ninh Chao Ong Bun), chống lại nhà Lê-Trịnh. Theo biên niên sử Bồn Man, một ông hoàng An Nam vì tranh ngôi với vua anh không thành mà chạy trốn đến Trấn Ninh. Người này có chị gái (tức công chúa nhà Hậu Lê đem gả cho tiên vương Bồn Man (Chao Ong Lo), và đã dùng binh biến bỏ tù tù trưởng Chao Ong Bun cùng hoàng tộc, chiếm giữ Bồn Man làm căn cứ chống lại chúa Trịnh.
Năm 1770, chúa Trịnh Sâm điều quân sang đánh dẹp Lê Duy Mật, chiếm được Trấn Ninh. Sau trận này, chúa Trịnh cho gọi dòng dõi Bồn Man đang lưu vong ở Lào trở về, dựng Chao Kam Men (Chiêu Cầm Muộn hay Lư Cầm Uẩn) làm Chính xà, Chao Sum Pu (Chiêu Sầm Phổ hay Lư Cầm Khâm) con trai của Chao Ong Lo, làm Phó xà cùng nhau cai trị Trấn Ninh. Kể từ đây, Trấn Ninh Bồn Man lại là thuộc phiên của Đại Việt. Sau khi Chính xà Lư Cầm Uẩn chết, con trai là Chao No Mang (Chiêu Nặc Mang) lên nối ngôi đến năm 1782 thì bị Phó xà Chao Sum Pu lật đổ. Chao Sum Pu lên ngôi quốc chủ trị vì suốt 21 năm sau đó.

### Tranh chấp giữa Xiêm và nhà Tây Sơn
Đến cuối thế kỷ 18 (thập niên 1770), vương quốc Xiêm đã hình thành và lớn mạnh. Năm 1779, Xiêm La chinh phạt cả 3 vương quốc Lào, bắt họ phải thần phục. Từ đây thì các tù trưởng Muang Phuan (Trấn Ninh) bắt đầu triều cống cho cả Xiêm song song với chính quyền Đàng Ngoài của chúa Trịnh.
Do dân số thâm thụt nặng nề những năm sau đại chiến với Miến Điện, người Xiêm chủ trương tăng cường bắt bớ, cưỡng bức di cư một số lượng lớn cư dân ở các xứ chư hầu về bờ tây sông Mê Kông, và Bồn Man cũng là một trong số các nạn nhân của chính sách này. Dân số Bồn Man bị giảm sút một cách đáng kể.
Chao Somphou (Chiêu Cầm Phổ hay Lư Cầm Khâm) giữ ngôi Quốc chúa từ năm 1782 đến năm 1803. Dưới thời của mình, ông đã có những nỗ lực nhất định nhằm chấn hưng vương quốc. Bên cạnh việc trùng tu lại hệ thống chùa tháp và các pháo đài phòng thủ Lư Cầm Khâm cũng lo xây dựng một cung điện nguy nga tráng lệ hơn để cạnh tranh với quốc vương Vạn Tượng. Điều này đã khiến Vạn Tượng vương Nanthasen nổi giận và xuất binh chinh phạt Bồn Man năm 1789. Quân Bồn Man thua trận năm 1792 và Quốc chủ Chao Somphou bị người Lào bắt giam trong 3 năm. Đệ nhị vương - Hoàng thái đệ tên là Chao Sieng (Chiêu Xanh) cầu cứu sự giúp đỡ của Đại Việt khi ấy đang nằm dưới sự thống trị của nhà Tây Sơn. Năm 1791, 3 vạn quân Tây Sơn của Trần Quang Diệu tiến hành tây chinh. Tháng 8, Trần Quang Diệu bình được Trịnh Cao và Quy Hiệp. Tháng 10, thủ lãnh Vạn Tượng bỏ thành chạy, quân Tây Sơn lấy được vô số chiêng, trống và vài chục thớt voi. Thừa thắng đánh thẳng đến biên giới Xiêm La, chém được Tả súy là Phan Dung và Hữu súy là Phan Siêu. Binh Xiêm thua chạy tán loạn. Quân Việt gây sức ép buộc Vạn Tượng phải thả Chao Somphou trở về Bồn Man. Từ đây hai phía Lào - Việt kí với nhau một thỏa thuận rằng Bồn Man sẽ là chư hầu cống nạp cho cả hai vị tông chủ đông tây.
Tuy nhiên sau khi Tây Sơn suy tàn thì người Lào một lần nữa muốn mở rộng uy thế của mình ra phía đông. Năm 1800, Hoàng đệ Viêng Chăn là Chao Anouvong (A Nỗ) đã bắt được Bồn Man vương Chao Somphou về giam cầm ở Viêng Chăn cho đến khi ông ta qua đời ba năm sau đó.

### Gia Long cắt cho Vạn Tượng (1802)
Nhà Nguyễn đánh bại Tây Sơn, ngay sau khi lên ngôi, Gia Long đem đất Trấn Ninh giao về cho vương quốc Vạn Tượng của A Nỗ (Anouvong) quản lý. Sự việc này được chép ngắn gọn trong Khâm định Việt sử Thông giám cương mục:
| “ | Trấn Ninh: Đất Bồn Man xưa, hồi đầu triều Lê, họ Cầm nối nhau làm phụ đạo; đến Lê Thánh Tông chia đất này lập ra làm phủ Trấn Ninh, quản lãnh 7 huyện: Kim Sơn, Thanh Vị, Cảnh Thuần, Quang Minh, Minh Quảng, Quang Lang và Tư Thuận, cho họ Cầm nối đời làm tù trưởng. Cuối năm Vĩnh Hựu (niên hiệu Lê Ý Tông 1735-1739), Lê Duy Mật chiếm cứ, đến năm Cảnh Hưng thứ 31 (1770) mới dẹp yên được, lại cho họ Cầm được nối đời quản trị. Bản Triều, năm Gia Long thứ nhất (1802) đem đất ấy phong cho nước Vạn tượng. | ” |

Đại Nam thực lục cũng chép:
| “ | Trước kia vua từ thành Gia Định ra đánh miền Bắc, quốc trưởng nước Vạn Tượng là Chiêu ấn nhiều lần cho binh theo quan quân ở miền thượng đạo đi đánh giặc. Khi Bắc Hà đã định, vua lấy đất Trấn Ninh ban cho. | ” |

Tuy nhiên triều đình Gia Long không hoàn toàn bỏ qua các diễn biến ở Bồn Man. Sau cái chết của Chao Sum Pu, Bồn Man rơi vào tranh chấp kế vị. Trong khi phía Vạn Tượng đã chỉ định một người trong tông tộc Bồn Man là Xà Cương lên ngôi kế vị, thì vua Gia Long đã thu nạp một vương tử lưu vong là Chao Noy (Chiêu Nội) và bố trí cho người này ở Trà Lân. Lợi dụng tình hình Bồn Man bất ổn, Nguyễn Ánh lấy cớ "dân Man không phục Xà Cương" để ép Vạn Tượng phải đồng ý để Chiêu Nội lên thay ngôi Quốc chủ. Bản thân Vạn Tượng cũng đã suy yếu và chấp nhận xưng thần cống nạp cho Việt Nam sau đó. Như thế có thể coi đây là một mô hình ba tầng với Việt Xiêm ở trên cùng, ba nước Lào nằm ở giữa và Bồn Man chịu phận làm chư hầu cấp hai.
Dưới thời Chao Noy, ông thực hiện chính sách tăng cường thu thuế vơ vét dân chúng để phục vụ cho các công trình xây dựng xa hoa lãng phí và đàn áp dã man cuộc nổi dậy của đồng bào Khơ mú năm 1814. Năm 1824, vì có người tố cáo rằng Chao Noy đang bí mật lập kế hoạch dựng cờ đòi li khai, vua Vạn Tượng là Chao Anouvong (Chiêu A Nỗ) đã bắt ông ta về giam giữ ở Lào ba năm. Mãi cho đến khi A Nỗ khởi binh gây chiến với Xiêm La (và Vạn Tượng bị Xiêm diệt không lâu sau đó) thì Noy mới được về xứ. Sau khi trở về, vì uất hận với Vạn Tượng nên Noy đã dâng lễ vật cho Hoàng đế Minh Mạng của Việt Nam xin sự trợ giúp và nguyện làm tôi thần cho Việt. Nhà Nguyễn nhanh chóng tái lập phủ Trấn Ninh và vẫn cho Nội làm tù trưởng với chức danh Phòng ngự sứ.

### Nhà Nguyễn tái chiếm (1828 - 1851)

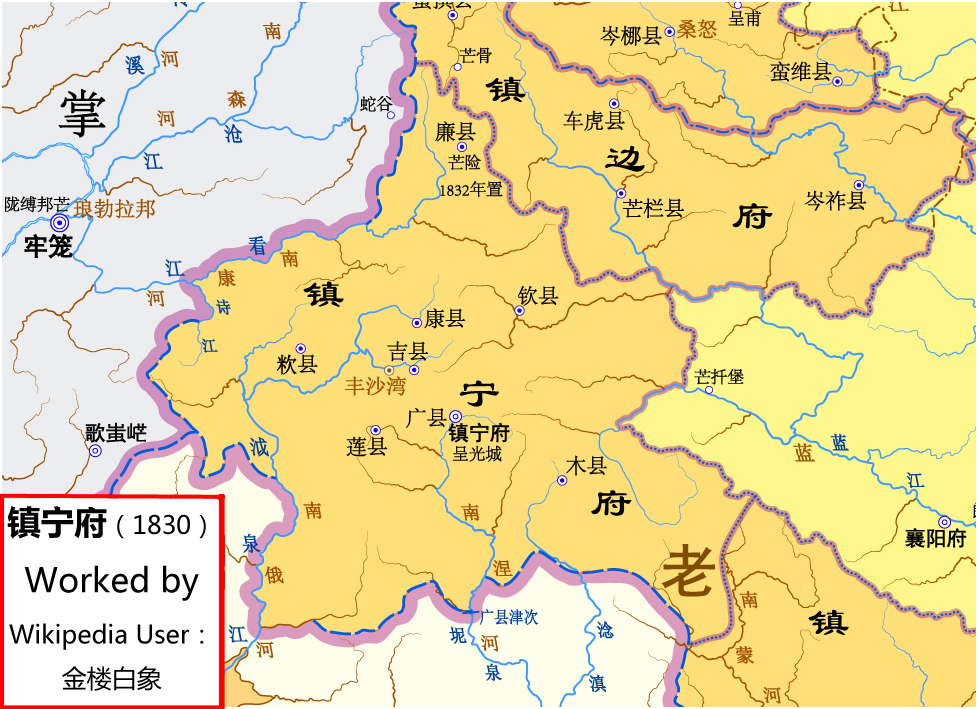
Vị trí của Trấn Ninh thuộc nhà Nguyễn, Trấn Ninh Phủ ở thị trấn Mường Khuôn hiện nay.

Đại Nam Thực Lục ghi lại sự kiện nước Vientiane diệt vong và Minh Mạng ra lệnh lấy lại phủ Trấn Ninh như sau:
Trấn Ninh vốn là bờ cõi cũ của ta, xưa đức Tiên đế đem cho Vạn Tượng, không tính đến tiết nhỏ. Nay A Nỗ xiêu dạt, tù trưởng đất ấy không chỗ nương tựa, lại đem đất ấy dâng ta, thế là ta không mất một mũi tên mà được người xa thần phục, kinh lược như thế là có tiếng giỏi. Vả lại đất ấy hiểm yếu, đời Lê trước Lê Duy Mật chiếm giữ hơn 30 năm, nhà Lê không làm gì được, hình thế vững chắc như thế đấy. Nay lại về ta, thực đủ san phẳng sào huyệt của kẻ gian mà thêm phên giậu mạnh cho nước nhà...
Đến khi A Nỗ chống lại nước Xiêm, bị vua Xiêm là Rama III sai Chao Phraya Bodin Decha đánh cho thua chạy sang Nghệ An, qua Trấn Ninh bị Chiêu Nội bắt nộp cho Xiêm năm 1828. Chiêu Nội bị Minh Mạng khép tội chết vì hành động này.
Sau khi giết Chiêu Nội, nhà Nguyễn cử quan Việt sang cai trị Trấn Ninh. Năm 1823, nhà Nguyễn đặt thêm huyện Liêm. Phủ Trấn Ninh từ đấy bao gồm 7 huyện: 
1. Liên,
2. Khâm,
3. Quảng,
4. Khang,
5. Cát,
6. Xôi,
7. Mộc,
8. Liêm (vốn là mán Mường Hiểm).

### Lệ thuộc Xiêm La
Tháng 3/1832, nổ ra cuộc khởi nghĩa của hơn 200 binh lính Trấn Ninh, do Trần Tứ và Đỗ Bắc lãnh đạo, nổi dậy chống nhà Nguyễn và liên kết với cuộc khởi nghĩa của Lê Duy Lương. Những năm 1833-1834, trong chiến tranh Việt-Xiêm, người Thái tấn công Đại Nam (một trong các hướng là qua ngả Trấn Ninh), đất Trấn Ninh bị người Thái lấn dần. Khi người Pháp thành lập Liên bang Đông Dương, năm 1893, đã ép nước Thái phải cắt lãnh thổ này. Pháp dựa theo địa hình và cắt tỉnh Houaphan (Hủa Phăn), Xiêng Khoảng giao về lãnh thổ Lào (Ai Lao).

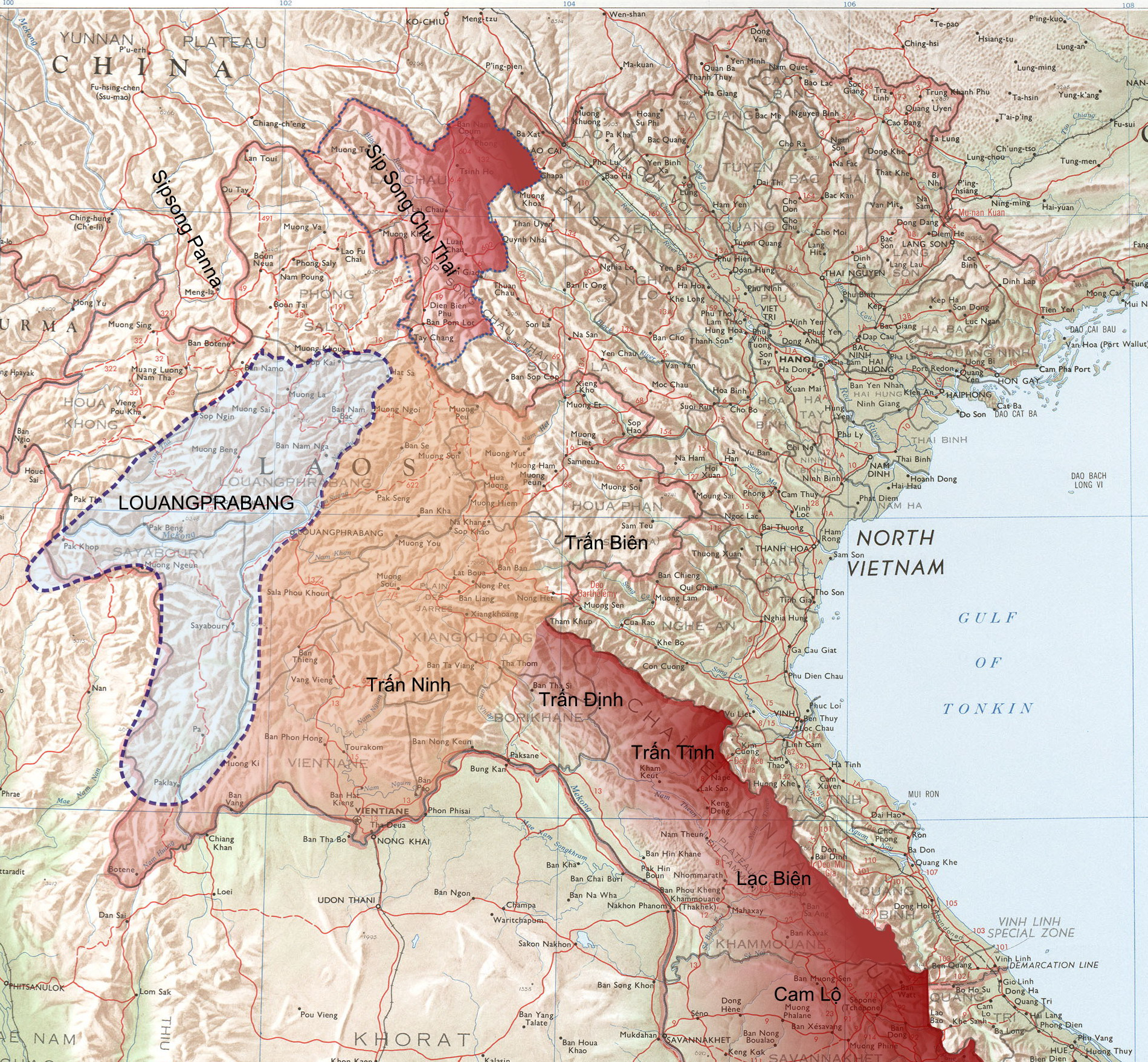
Trấn Ninh năm 1893

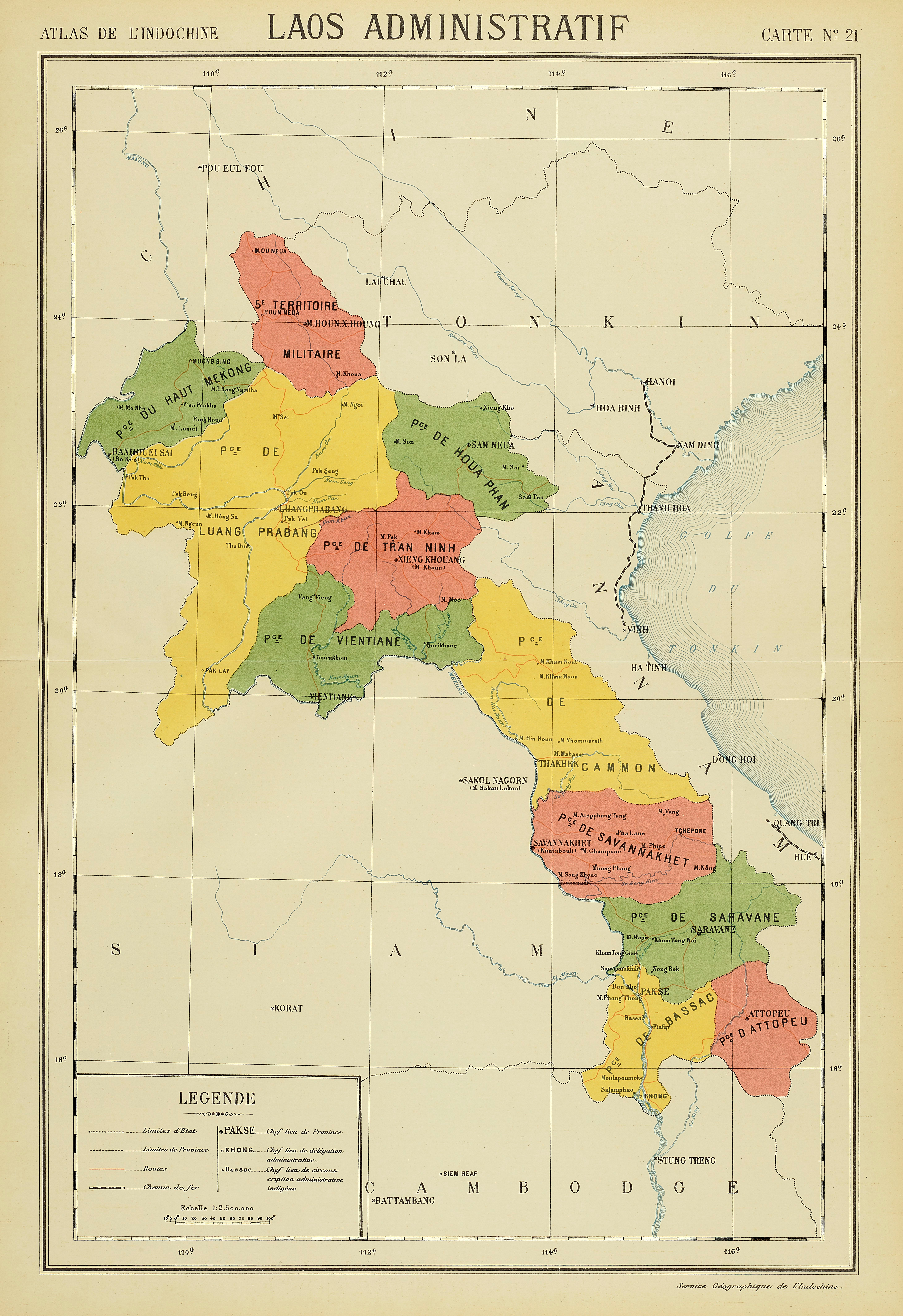
Trấn Ninh nằm trong lãnh thổ Lào thuộc Pháp nám từ 1893.

Sau khi người Xiêm giành được độc lập sau cuộc xâm lược của người Miến Điện, Vương triều Chakri đã được thành lập và nhanh chóng phục hồi, các vị vua Xiêm thực hiện các cuộc viễn chinh xâm lược chinh phục các nước xung quanh. Trong đó, người Xiêm đã thực hiện các chiến dịch lên vùng lãnh thổ phía Đông sông Mê Kông của Lào năm 1770, tấn công đất Bồn Man (1777–79, 1834–36 và 1875/76) và cưỡng bức dân cư ở đây di chuyển đến vùng lãnh thổ phía Bắc được kiểm soát bởi người Xiêm.
Năm 1870, các cuộc xâm phạm của tàn quân Thái Bình Thiên Quốc (Trận Ho) đã tàn phá Luang Prabang, Xieng Khuang và phá hoại các đến thờ tại vùng Bồn Man.
Hiệp ước Pháp-Xiêm 1893 đã đặt Xieng Khouang dưới sự cai trị như một phần thuộc địa của Đông Dương thuộc Pháp cho đến sau Thế chiến II.

## Lãnh thổ
Lãnh thổ của Bồn Man xưa thuộc khu vực phía tây của xứ Nghệ (tỉnh Nghệ An, Hà Tĩnh ngày nay), tức là tỉnh Xiêng Khoảng và một phần tỉnh Hủa Phăn, đến châu Quy Hợp (vùng biên giới tỉnh Khăm Muộn (Lào) với Hà Tĩnh và Quảng Bình Việt Nam ngày nay).
Xiêng Khoảng ở phía Tây Nghệ An, Hủa Phăn ở Tây Bắc Nghệ An. Theo Phan Huy Chú, phủ Lâm An xứ Nghệ vốn trước là phần đất của Bồn Man chư hầu của Ai Lao, đến năm 1448 niên hiệu Thái Hòa thứ 5, tù trưởng vùng này sang thần phục nhà Lê, Lê Nhân Tông cho nhập vào Đại Việt đổi tên thành Quy Hợp, địa giới nằm ở tận cùng phía tây xứ Nghệ. Năm 1828 Quy Hợp được đổi thuộc phủ Trấn Tĩnh.
Theo Lịch triều hiến chương loại chí của Phan Huy Chú: 
Thổ tù là họ Lư Cầm đời đời nối nhau làm chức xà, đến đời Trấn Quận lấy thêm được đất Hô Mường ở phía Bắc (chú: Hô Mường (Huameuang) vùng đất nay là tỉnh Hủa Phăn, Lào). Phía tây tiếp giáp với Ai Lao, đất rộng dân nhiêu, làm trưởng các người Man, mới sửa sang nhà cửa, đóng ở Trình Quang.
Theo Đại Việt địa dư toàn biên của Phương Đình Nguyễn Văn Siêu: 
Phủ Trấn Ninh, lĩnh 8 huyện ở phía tây tỉnh thành (Nghệ An) (chưa rõ bao dặm). Trước là đất Bồn Man. Đời Lê khoảng năm Hồng Đức, Thánh Tông sai Lê Thọ Vực, Trịnh Công Lệ đánh phá Ai Lao, lấy đất đặt làm phủ này. Trước lĩnh 7 huyện là Kim Sơn, Thanh Vị, Cảnh Thuần, Quang Vinh, Minh Quảng, Châu Lang, Trung Thuận. Đời Lê trở về trước, đều do thổ tù thế tập, đất rộng, dân đông, đứng đầu các mán...
Năm Minh Mệnh thứ 8 (1828),..., tù trưởng Trấn Ninh là Chiêu Nội biếu sổ nhân dân thổ địa, xin theo vào nước ta (Đại Nam), vua bèn cho Chiêu Nội làm Trấn Ninh phòng ngự sử,... Sau Chiêu Nội có tội bị giết. Triều đình (nhà Nguyễn) mới đặt lưu quan để cai trị. Năm Minh Mạng 13 (1833), lại đặt thêm huyện Liêm. Huyện Liêm (vốn là mán Mường Hiểm (nay thuộc huyện Viengthong, Hủa Phăn, nước Lào hiện đại) gồm 2 tổng, 3 bạn (bản)), huyện Khâm (tức Kham của Xiêng Khoảng hiện đại) (3 tổng, 3 bạn), huyện Quảng (trước tên là Khoáng có 2 tổng, 2 bạn), huyện Khang (2 tổng, 2 bạn), huyện Cát (2 tổng, 3 bạn), huyện Xôi (2 tổng, 2 bạn), huyện Mộc (nay thuộc Mường Mộc của Xiêng Khoảng hiện tại) (2 tổng, 2 bạn), huyện Liên (2 tổng, 2 bạn).
Nhưng cũng theo Nguyễn Văn Siêu: 
vùng đất tỉnh Hủa Phăn ngày nay lại thuộc hai phủ Trấn Biên tỉnh Nghệ An và phủ Trấn Man của tỉnh Thanh Hóa thời Nguyễn. Phần phía Nam của Hủa Phăn ngày nay là phủ Trấn Biên, nằm ở phần tây bắc tỉnh Nghệ An nhà Nguyễn, trước thuộc đất xứ Mang Hổ nước Ai Lao, gồm 4 huyện: Xa Hổ, Xầm Tộ (nay là Xamtay, hay còn gọi là Xầm Tơ tỉnh Hủa Phăn) vốn là Hổ Phân Xầm Tộ, Mang Lan (Mường Lan) vốn là Hổ Phân Mang Lan, Mang Soạn vốn là Hổ Phân Mang Soạn. Phần phía Bắc Hủa Phăn là phủ Trấn Man thuộc Thanh Hóa thời nhà Nguyễn, được chuyển từ phủ Trấn Biên tỉnh Nghệ An sang năm Minh Mạng thứ 9 (1829), gồm 3 huyện: Trình Cố (tức Xiềng Kho, hay Xiengkhor của Hủa Phăn, trước đó có tên là châu Trình Cụ, cuối thời Lê được nhập thêm châu Mã Nam (Nam sông Mã) từ xứ Hưng Hóa (Sơn La ngày nay) vào), Xầm Nưa hay Sam Neua (châu Xầm Nưa nhà Lê), Man Duy (tức châu Sơn Thôi nhà Lê hay mường Man Xôi đầu nhà Nguyễn, nay là Mường Xon tỉnh Hủa Phăn).

## Các vua của Thân vương quốc Phuan (?–1899)
- Kham Sanh (1651–1688, Thống đốc Xiengkhuang của Lan Xang)
- Kam Lan (1688–1700, con của Kham Sanh)
- Kham Sattha (1723–1751, cháu trai của Kam Lan, phiên thuộc quốc của Đại Việt, Luang Phrabang và Viêng Chăn)
- Ong Lo (1751–1779)
- Somphou (1779–1803)
- Chao Noi (Southaka Souvanna Koumar, Chiêu Nội (昭內), 1803–1831, cháu trai của Somphou, bị Minh Mạng giết)
- Vua Minh Mạng, Cho lập phủ Trấn Ninh của Đại Nam (1832–1848) Sáp nhập Lào vào Việt Nam.
- Chao Po (1848–1865, con của Chao Noi, phụ thuộc quốc của Xiêm và Đại Nam)
- Chao Ung (1866–1876, con của Chao Noi)
- Khanti (1876–1880, con của Chao Ung, phụ thuộc quốc của Xiêm)
- Kham Ngon (1880–1899)